# Boris Iwanowitsch Guljajew
Boris Iwanowitsch Guljajew (russisch Борис Иванович Гуляев, wiss. Transliteration Boris Ivanovič Guljaev; * 22. April 1941 in Wologda) ist ein ehemaliger sowjetischer Eisschnellläufer.
Guljajew, der für den Dynamo Jekaterinburg startete, nahm von 1963 bis 1970 an internationalen Wettbewerben teil. Dabei kam er bei seiner einzigen Teilnahme an Olympischen Winterspielen im Februar 1964 in Innsbruck auf den 15. Platz über 500 m. Bei der Mehrkampfeuropameisterschaft 1968 in Oslo belegte er den 21. Platz im Großen Vierkampf und bei der Sprintweltmeisterschaft 1970 in West Allis den 12. Rang im Sprint-Mehrkampf. Zudem führte er vom 10. Januar 1970 bis zum 24. Januar 1970 den Adelskalender an und lief in Medeo am 13. Januar 1970 über 500 m mit einer Zeit von 39,03 Sekunden einen neuen Weltrekord, welcher am 18. Januar 1970 von Hasse Börjes verbessert wurde. Bei sowjetischen Meisterschaften siegte er im Jahr 1966 im Sprint-Mehrkampf.

## Persönliche Bestzeiten
| Disziplin | Zeit        | Datum           | Ort    |
| --------- | ----------- | --------------- | ------ |
| 500 m     | 39,03 s     | 13. Januar 1970 | Almaty |
| 1000 m    | 1:19,60 min | 10. Januar 1970 | Almaty |
| 1500 m    | 2:06,90 min | 6. Februar 1968 | Davos  |
| 3000 m    | 4:50,40 min | 28. Januar 1965 | Almaty |
| 5000 m    | 9:02,20 min | 28. Januar 1968 | Oslo   |